# یواس‌اس سیراکو (پی‌سی-۶)
یواس‌اس سیراکو (پی‌سی-۶) (به انگلیسی: USS Sirocco (PC-6)) یک کشتی است که طول آن ۱۷۴ فوت (۵۳ متر) می‌باشد. این کشتی در سال ۱۹۹۳ ساخته شد.